# 图林根人

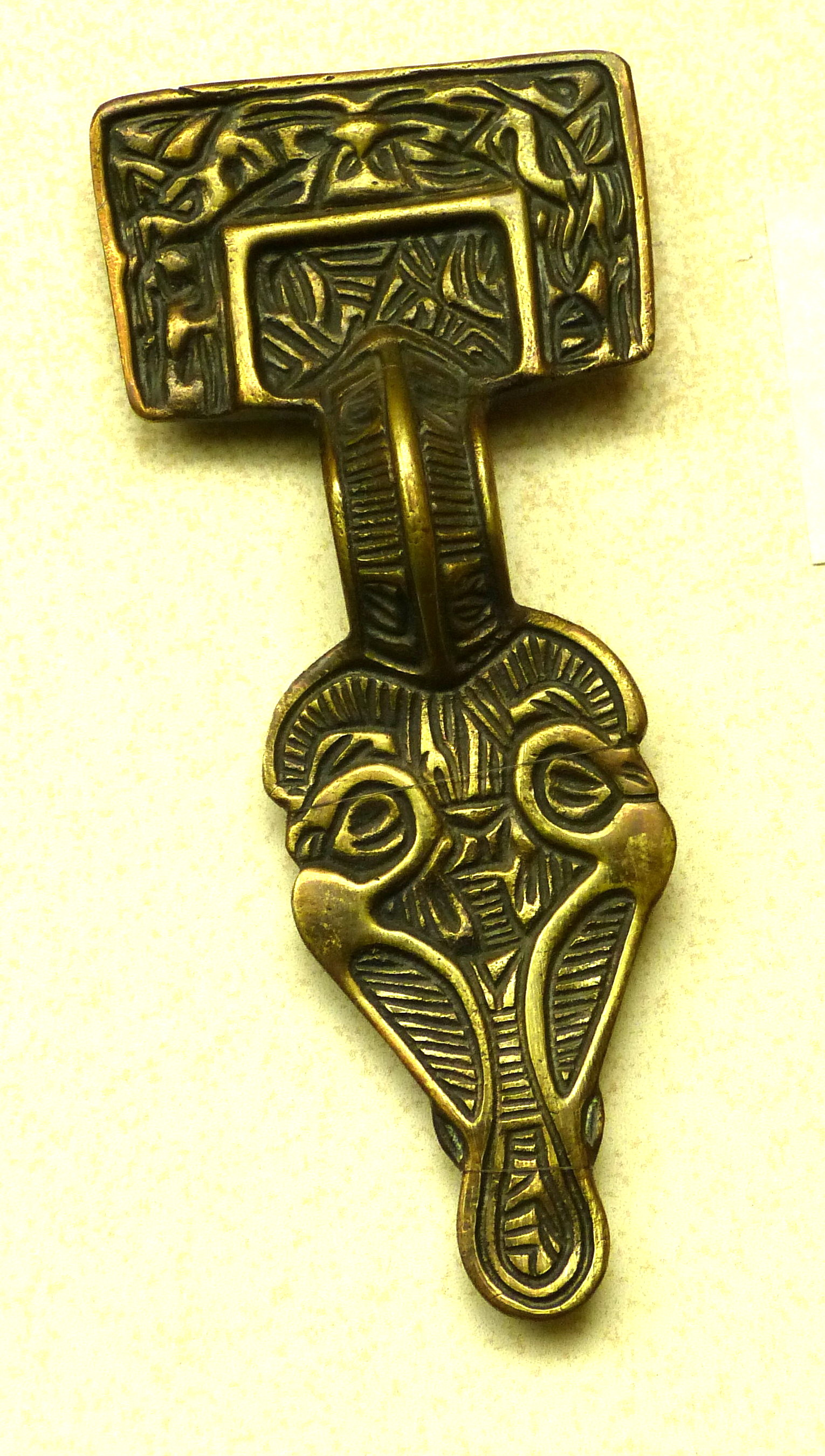
图林根州米爾豪森發現的搭扣，公元4或5世紀

图林根人（德語：Thüringer）是早期的日耳曼人部落，他們出現在民族大迁徙晚期的日耳曼尼亞中部哈茲山區，該地區今天仍被稱為圖林根。它後來成為了一個王國，與墨洛溫王朝的法蘭克人發生衝突，查理曼時期，法蘭克人的統治擴張到了此處，此地在《凡爾登條約》後歸入了東法蘭克王國，至今仍是德國的一個州份。